# 旗手卫
旗手卫是鑾儀衛的一個下属机构，负责朝会、皇帝出宫、皇帝祭祀、巡幸出入时在午门鸣钟鼓或按规定分别鸣钟、擊鼓；日食、月食时也要鸣金擊鼓；入夜则值班巡视，负责神武门外钟楼、鼓楼的打更的鼓声。該機構设有掌印冠军使1人、掌卫事冠军使1人。該機構下设2司，左司设掌印云麾使1人，掌司事治仪正1人。右司设掌印云麾使1人，掌司事治仪正1
人。另设闲散治仪正3人，整仪射4人。